# 阿耶莎·賈維德
阿耶莎·賈維德（羅馬化：Ayesha Javed，1967年10月12日—）是一名巴基斯坦政治人物，曾於2008年至2018年5月擔任旁遮普省議會議員。

## 早年生活和教育
賈維德於1967年10月12日出生於阿伯塔巴德。她於1996年在旁遮普大學獲得政治學碩士學位。

## 政治生涯
在2008年巴基斯坦大選中，賈維德作為巴基斯坦穆斯林聯盟（領袖派）的候選人當選為旁遮普省議會的婦女保留席位。
賈維德於2013年3月加入巴基斯坦穆斯林聯盟（謝里夫派）（PML-N）。
在2013年巴基斯坦大選中，賈維德作為穆盟（謝里夫派）的候選人在為婦女保留席位上再次當選為旁遮普省議會議員。